# Jakub Lewiński (rzeźbiarz)
Jakub Lewiński (ur. 12 lutego 1947 w Szczecinie) – artysta plastyk, rzeźbiarz.

## Życiorys
Jakub Lewiński studiował architekturę wnętrz w Akademii Sztuk Pięknych w Warszawie,  gdzie w 1971 otrzymał dyplom w pracowni prof. Czesława Knothego. Studiował także rzeźbę u Jerzego Jarnuszkiewicza i Emila Cieślaka. Specjalizuje się w rzeźbie kameralnej. Jest synem rzeźbiarza Sławomira Lewińskiego, we współpracy z którym powstawały jego początkowe dzieła. W latach 1993–2004 pełnił funkcję plastyka miejskiego w Szczecinie.

## Dorobek artystyczny
- projekt wnętrza kawiarni w Domu Pracy Twórczej w Kamieniu Pomorskim[2]
- Pomnik Żołnierzy Polskich i Radzieckich w Myśliborzu (współautor)[2]
- Pomnik Żołnierzy Radzieckich w Gryfinie (współautor)[2]
- Pomnik Ofiar Grudnia 1970 przy Bramie Stoczni Szczecińskiej, (1980, 1996)[3]
- Pomnik Działaczy Ruchu Robotniczego na Cmentarzu Centralnym w Szczecinie (1978) – współautor[3]
- Pomnik Pamięci Kombatantów na Cmentarzu Centralnym w Szczecinie (1989)[3]
- Krzyż Katyński na Cmentarzu Centralnym w Szczecinie (1990)[3]
- Pomnik Pionierów Szczecina na Cmentarzu Centralnym w Szczecinie (1996)[2]
- Pomnik Pamięci Olimpijczyków na Cmentarzu Centralnym w Szczecinie (2012)[2]
- pomnik poświęcony robotnikom przymusowym na osiedlu Pomorzany w Szczecinie (2007)[3]
- akcent rzeźbiarski "Albatros" przy al. Papieża Jana Pawła II w Szczecinie (1981)[3]
- akcent rzeźbiarski "Róża Wiatrów" przy al. Niepodległości w Szczecinie (1983)[3]
- liczne tablice pamiątkowe

## Udział w wystawach zbiorowych
- Biennale Dantesco (Rawenna; 1973, 1975)[2]
- Zachęta (Warszawa; 1975, 1979)[2]
- Salon Jesienny (Szczecin; 1975, 1980, 1987)[2]
- Konkurs "Konika Morskiego" (Szczecin; 1972, 1974, 1986)[2]
- Biennale Małych Form Rzeźbiarskich (Poznań; 1979, 1991)[2]
- "Dni Polskie" (Nakskov, Nykoping; 1981)[2]
- Mensh Galerie (Hamburg; 1985)[2]
- "Sztuka bez granic" (Paryż; 1994)[2]
- Galeria "Z" (Ystad; 1997)[2]
- EXPO (Hanower; 2000)[2]
- "Nowy Start" (Szczecin; 2001)[2]
- Stary Ratusz (Schifferstadt; 2002)[2]

## Wystawy indywidualne
- Warszawa (1977)[2]
- Berlin (1985, 2000)[2]
- Hamburg (1996)[2]

Galeria prac Jakuba Lewińskiego
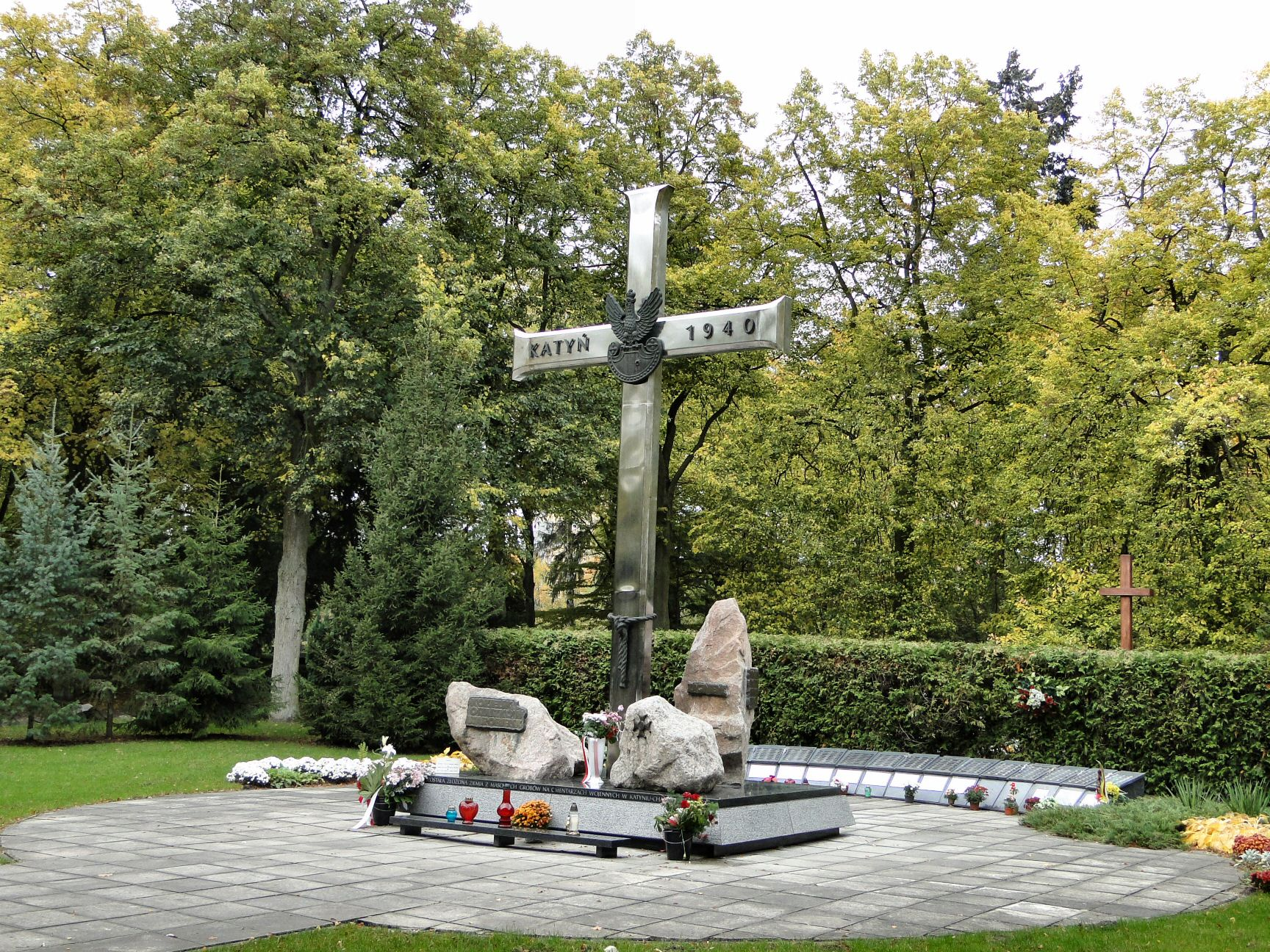
Krzyż Katyński
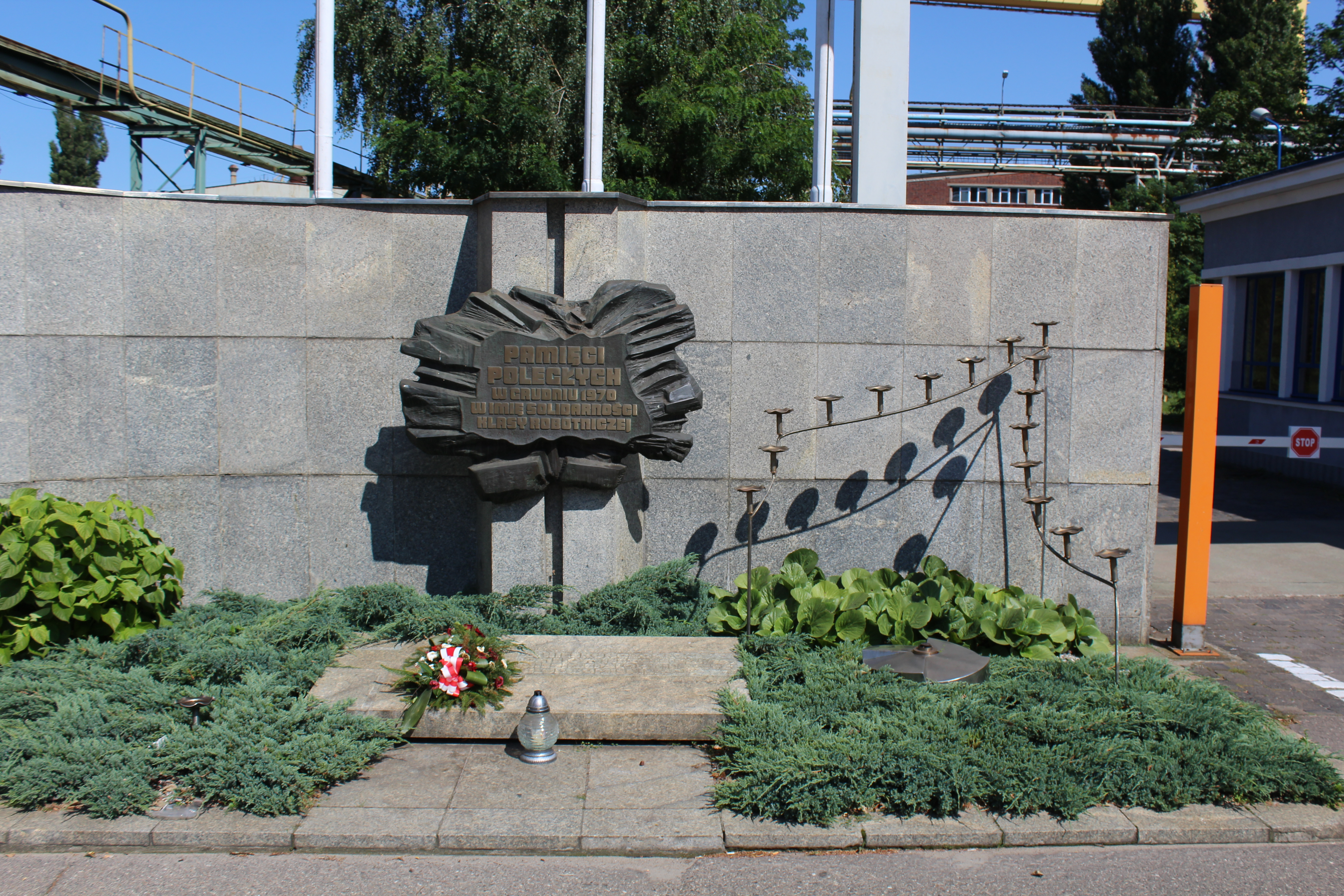
Pomnik Ofiar Grudnia 1970
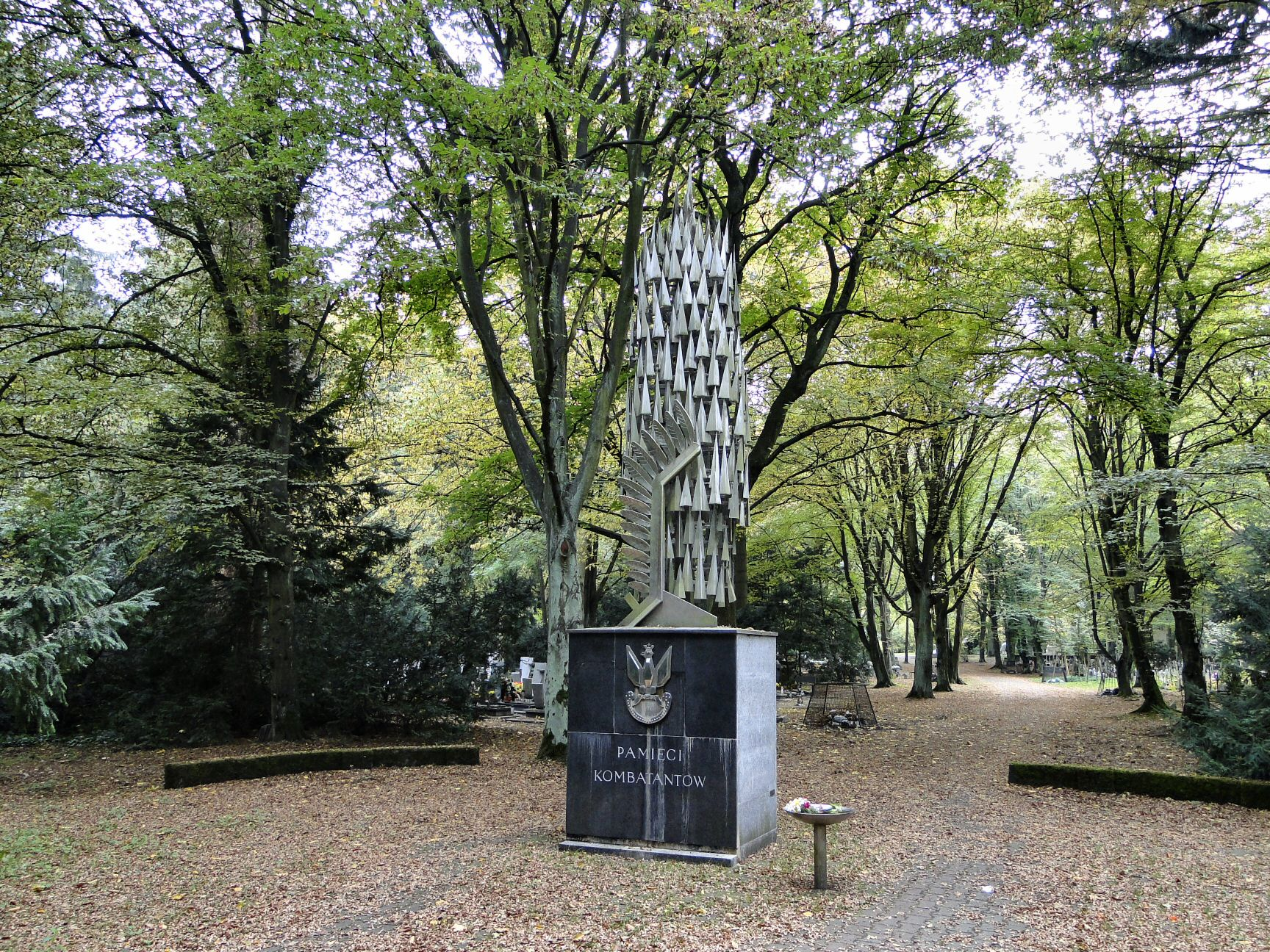
Pomnik Kombatantów
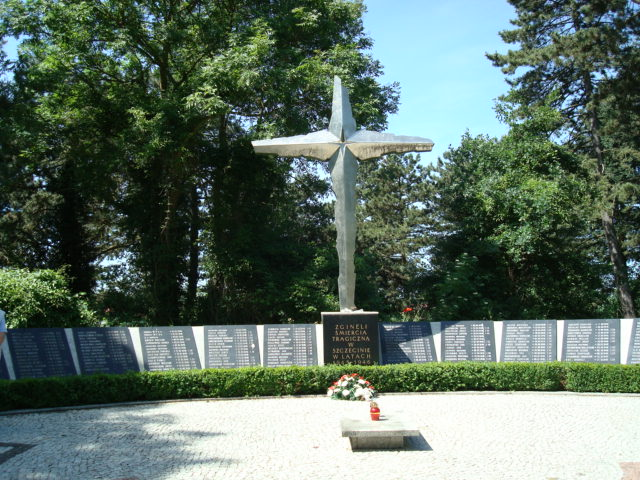
Pomnik Pionierów Szczecina
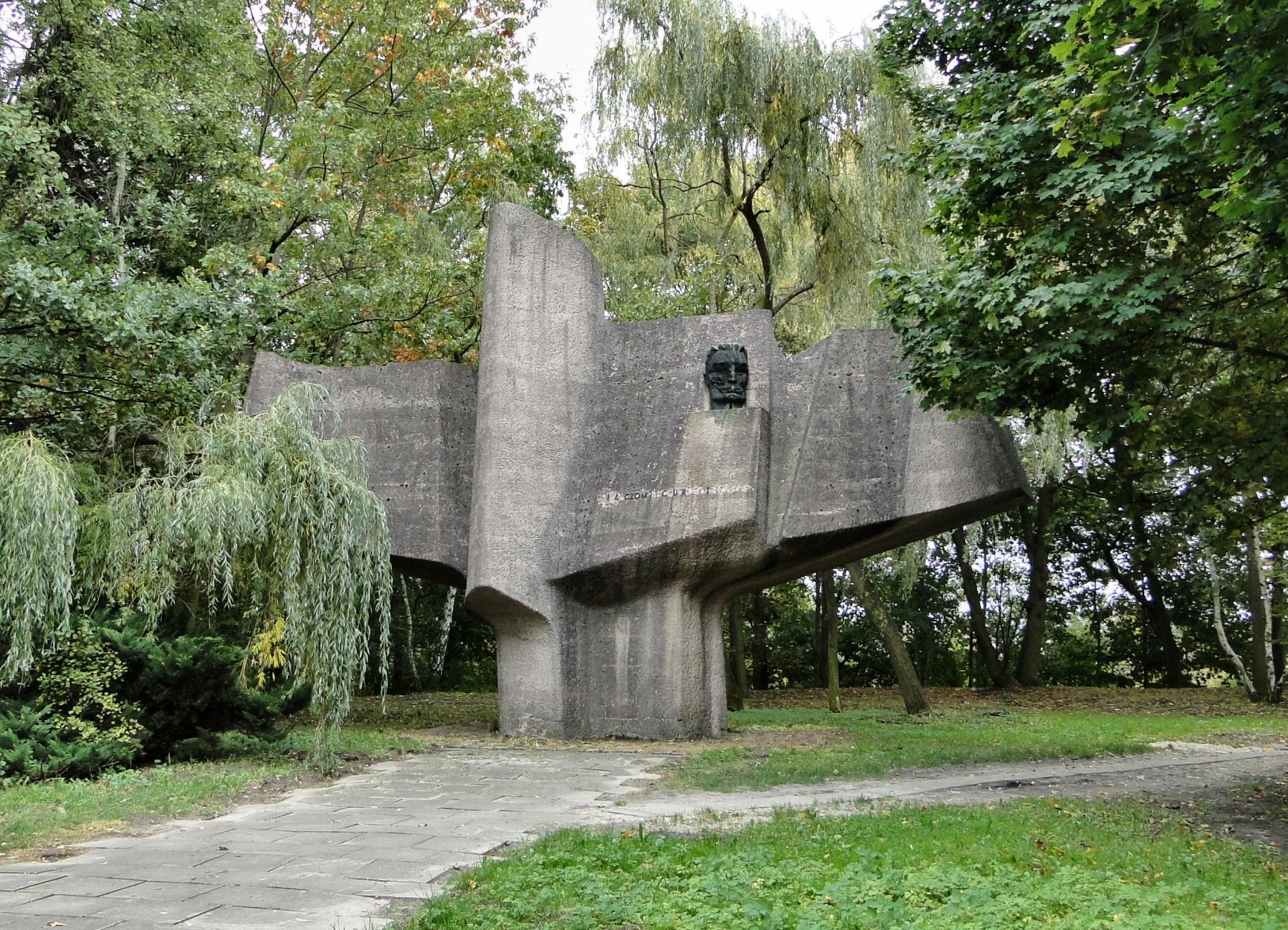
Pomnik Działaczy Ruchu Robotniczego (współautor)
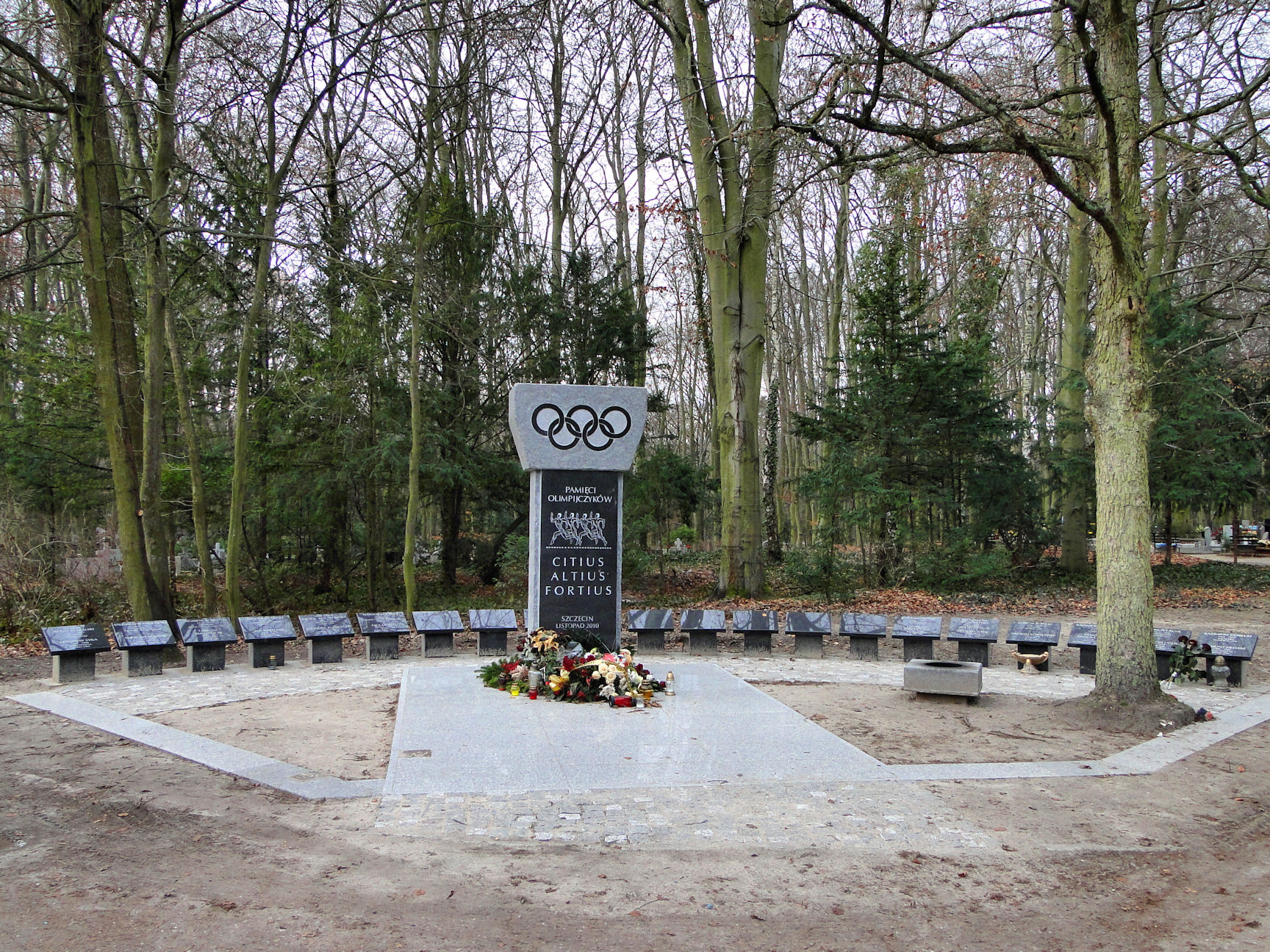
Pomnik Pamięci Olimpijczyków
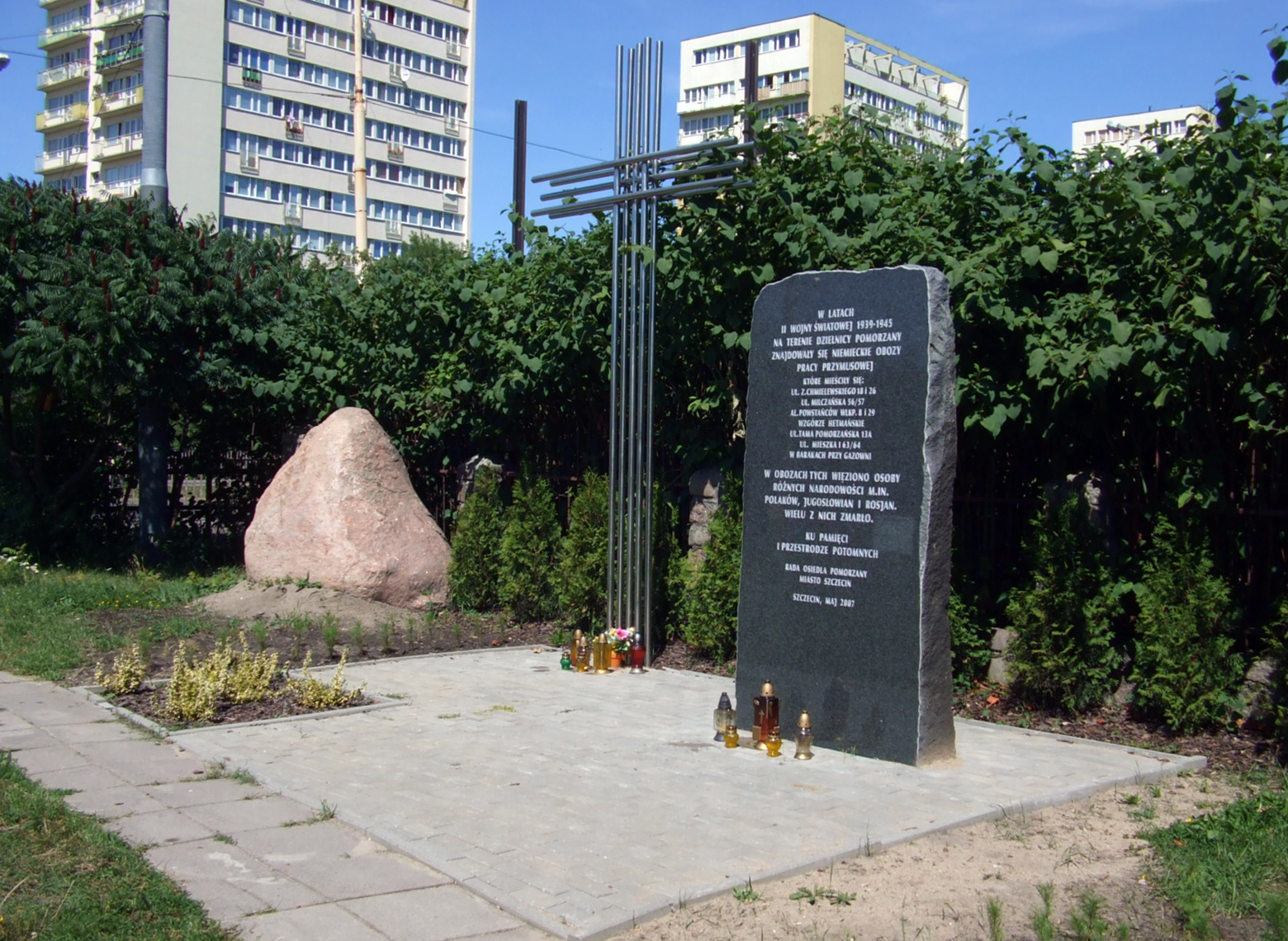
Pomnik ofiar obozów pracy przymusowej
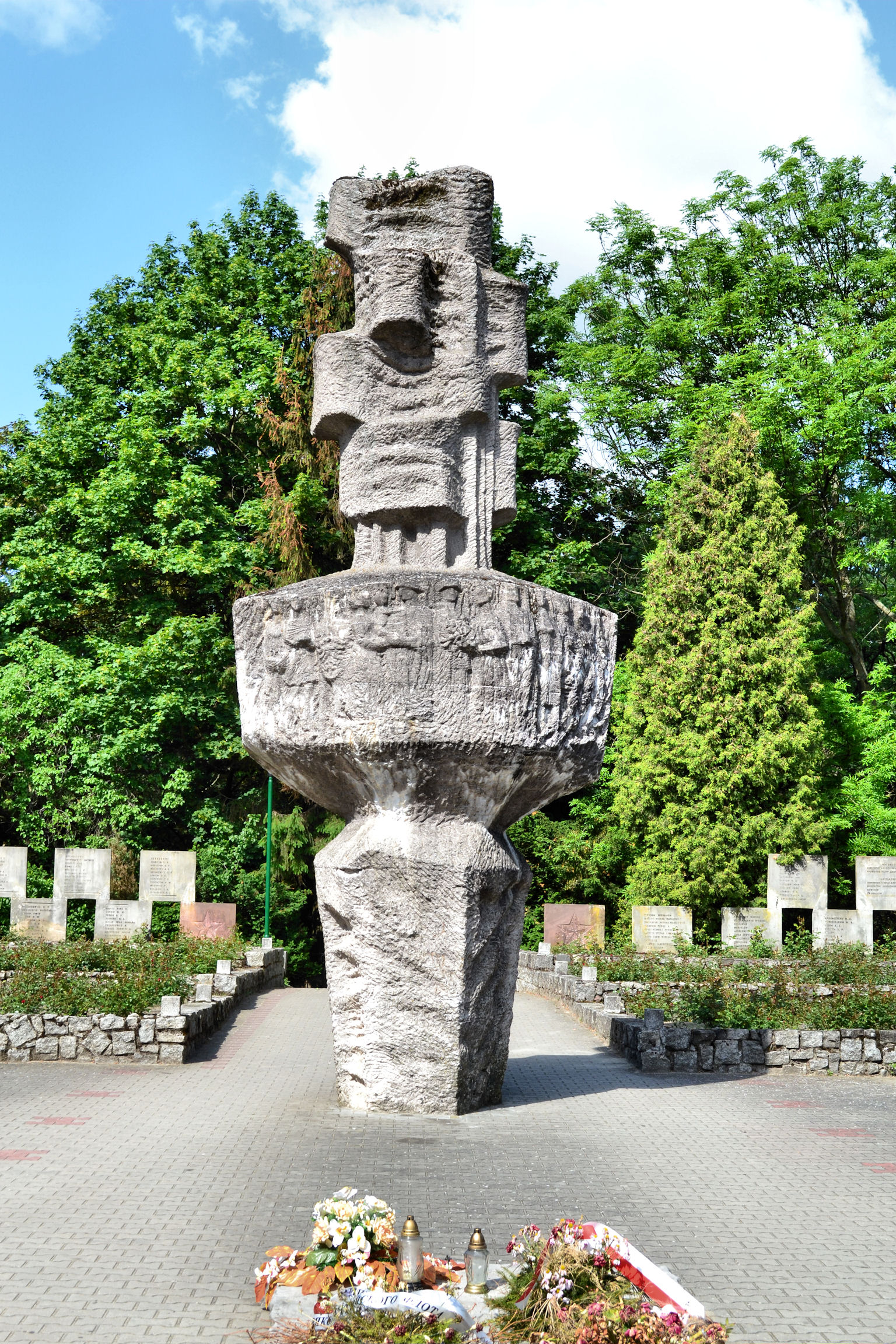
Pomnik na Cmentarzu Wojennym w Gryfinie (współautor)
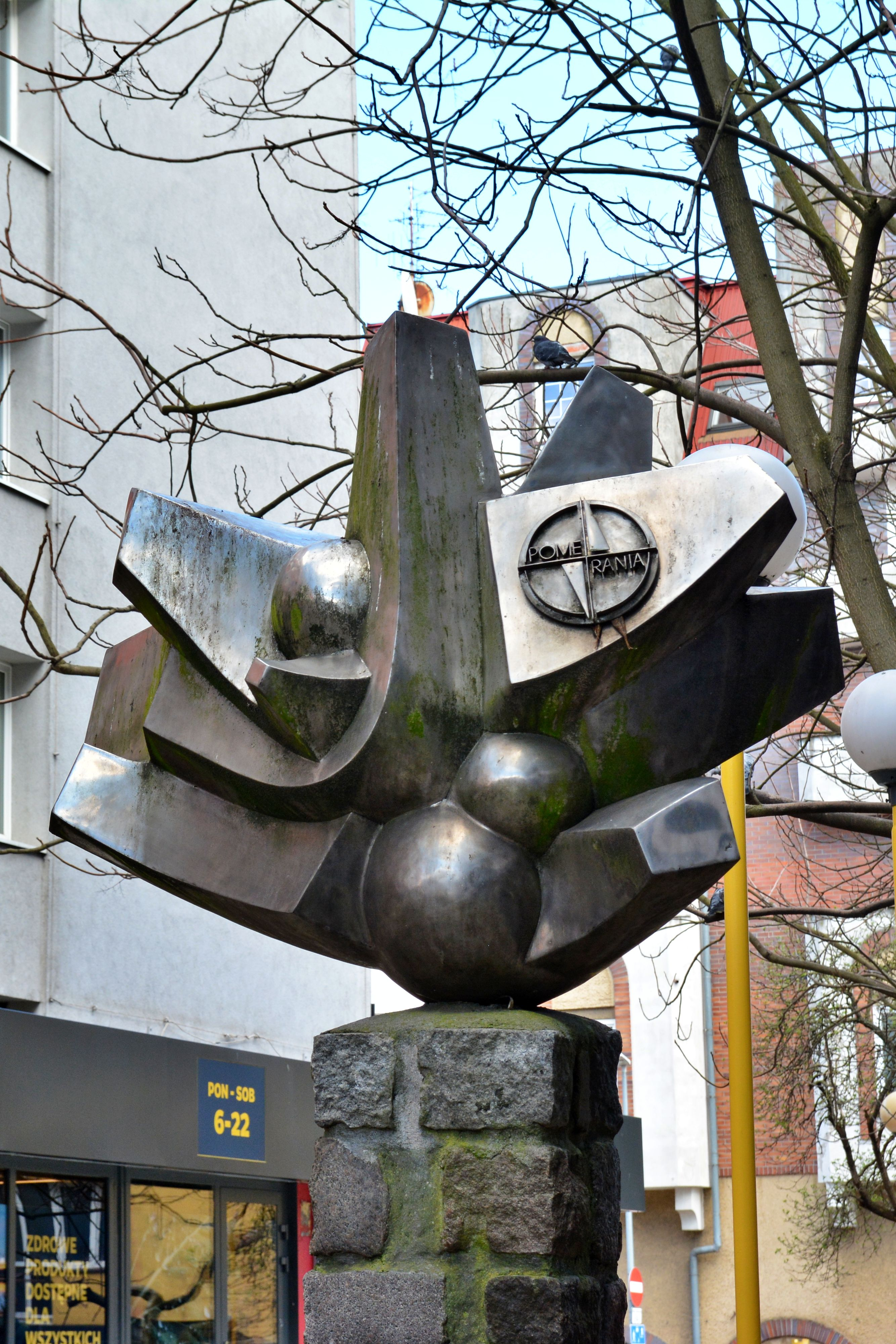
Rzeźba "Róża Wiatrów"
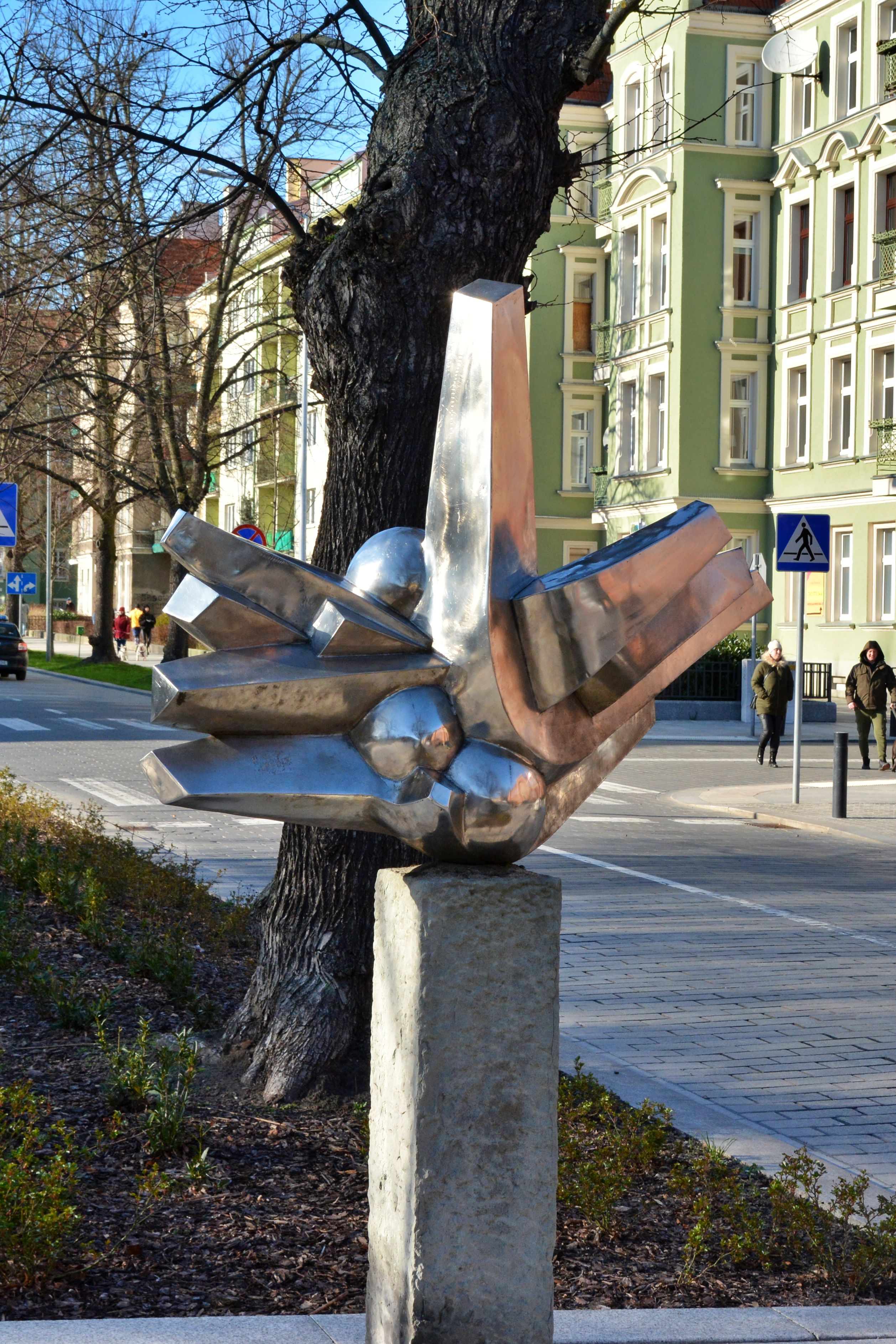
Rzeżba "Albatros"